# Steinchisma exiguiflorum
Steinchisma exiguiflorum är en gräsart som först beskrevs av August Heinrich Rudolf Grisebach, och fick sitt nu gällande namn av Walter Varian Brown. Steinchisma exiguiflorum ingår i släktet Steinchisma och familjen gräs. Inga underarter finns listade i Catalogue of Life.